# Eva Renzi
Eva Renzi, geboren als Evelyn Hildegard Renziehausen (Berlijn, 3 november 1944 – aldaar, 16 augustus 2005), was een Duitse actrice.

## Biografie
Nadat Renzi de kost had verdiend als model, gastvrouw en operator, volgde ze acteerlessen en speelde ze haar eerste rollen in het theater. Ze verscheen later in tal van films in Duitsland, Zwitserland, Frankrijk en de Verenigde Staten.
Regisseur Will Tremper ontdekte haar voor de speelfilm en gaf haar de hoofdrol in Playgirl in 1965, waarmee ze bekend werd als het nieuwe glamourmeisje in Duitsland en gevierd werd als een mix van Ingrid Bergman en Julie Christie. De James Bond-producent Harry Saltzman merkte haar ook op en zo speelde ze in 1966 in de film Funeral in Berlin van Goldfinger-regisseur Guy Hamilton aan de zijde van Michael Caine. Het jaar daarop draaide ze The Pink Jungle in Hollywood samen met James Garner. Dit werd gevolgd door rollen in Taste of Excitement (1971), Das Messer (1971), in de Amerikaanse televisieserie Primus - Danger Under Water en in Tatort: Kressin und der tote Mann im Fleet en in Rainer Erlers Das Blaue Palais (1976). Ze was ook te zien in verschillende Franse en Italiaanse films.
In 1970 maakte ze de korte film Professor Siebzig und seine Undine met haar man Paul Hubschmid in de hoofdrol, haar enige film als regisseur.
De politiek actieve actrice baarde opzien in de jaren 1970, toen ze negatieve ervaringen met de Osho-beweging rapporteerde na een reis van enkele maanden naar India. Ze beschuldigde de goeroe van drugsmisbruik. Tussen 1976 en 1986 speelde ze in Duitsland slechts één rol in de film Manuel/Jäger des Herzens (1982), geregisseerd door Peter Obrist en nog slechts twee, namelijk in de Franse serie Papa Poule (1980-1982) en in La fille prodigue, een film van Jacques Doillon met Michel Piccoli en Jane Birkin.
Ze haalde opnieuw de krantenkoppen, nadat ze naar verluidt de beschermheer en bondspresident Karl Carstens een oude nazi zou hebben genoemd als ensemblelid tijdens het Bad Hersfeld Festival in 1983. Ze werd toen ontslagen. Echter, het stadiumarbitragehof bij de arbeidsrechtbank van Frankfurt herriep het ontslag, omdat de verklaring als niet bewezen moest worden beschouwd.
Eind jaren 1980 maakten de televisieseries Waldhaus (1987) en Das Erbe der Guldenburgs een soort comeback op de Duitse televisie. Een gastoptreden in Balko in 1995 was haar laatste tv-optreden. Jaren later keerde ze met succes terug naar het theater.

## Privéleven en overlijden
Ze werd geboren in Berlijn en was van 1967 tot 1980 getrouwd met de Zwitserse acteur Paul Hubschmid, met wie ze meerdere keren speelde. De twee vormden het droompaar in de Duitstalige film van eind jaren 1960. Renzi is de moeder van actrice Anouschka Renzi. Eva Renzi overleed in augustus 2005 op 60-jarige leeftijd aan de gevolgen van longkanker. Haar graf bevindt zich op het Luisenfriedhof III van de protestantse Luisenkirchen-gemeenschap in Berlin-Westend.

## Filmografie
- 1965: Doktor Murkes gesammelte Nachrufe (tv-film)
- 1966: Playgirl
- 1966: Finale in Berlin (Funeral in Berlin)
- 1967: Die Zeit der Kirschen ist vorbei (Le grand dadais)
- 1967: Negresco****
- 1968: Die Schurken vom Bolivar (The Pink Jungle)
- 1969: Eine Frau sucht Liebe
- 1970: Das Geheimnis der schwarzen Handschuhe (L'uccello dalle piume di cristallo)
- 1970: Spezialkommando Wildgänse (Appuntamento col disonore)
- 1970: Beiß mich, Liebling
- 1970: Das Grauen kam aus dem Nebel (La morte risale a ieri sera)
- 1970: Taste of Excitement
- 1971: Tatort: Kressin und der tote Mann im Fleet
- 1971: Das Messer (driedeler)
- 1971–1972: Gefahr unter Wasser (tv-serie, 26 afleveringen)
- 1974: Die Abwerbung (korte film)
- 1975: Das ohnmächtige Pferd (tv-film)
- 1976: Das Blaue Palais (tweedeler)
- 1980: Grenzfälle
- 1980: Papa Poule (tv-serie, zes afleveringen)
- 1981: La fille prodigue
- 1986: Manuel
- 1987: Waldhaus (tv-serie, een aflevering)
- 1989–1990: Das Erbe der Guldenburgs (tv-serie, vijf afleveringen)
- 1993: Sylter Geschichten (tv-serie, een aflevering)
- 1994: Die Gerichtsreporterin (tv-serie, een aflevering)
- 1995: Balko (tv-serie, een aflevering)
- 1997: Bruit d’amour et de guerre (korte film)
- 2004: Trilogie von Liebe und Armut (korte film)

## Hoorspelen
- 1993: David Zane Mairowitz: Planet aus Asche – Regie: Ulrike Brinkmann (Hörspiel – SR)